# Landwirtschaftliche Fachschule Otterbach

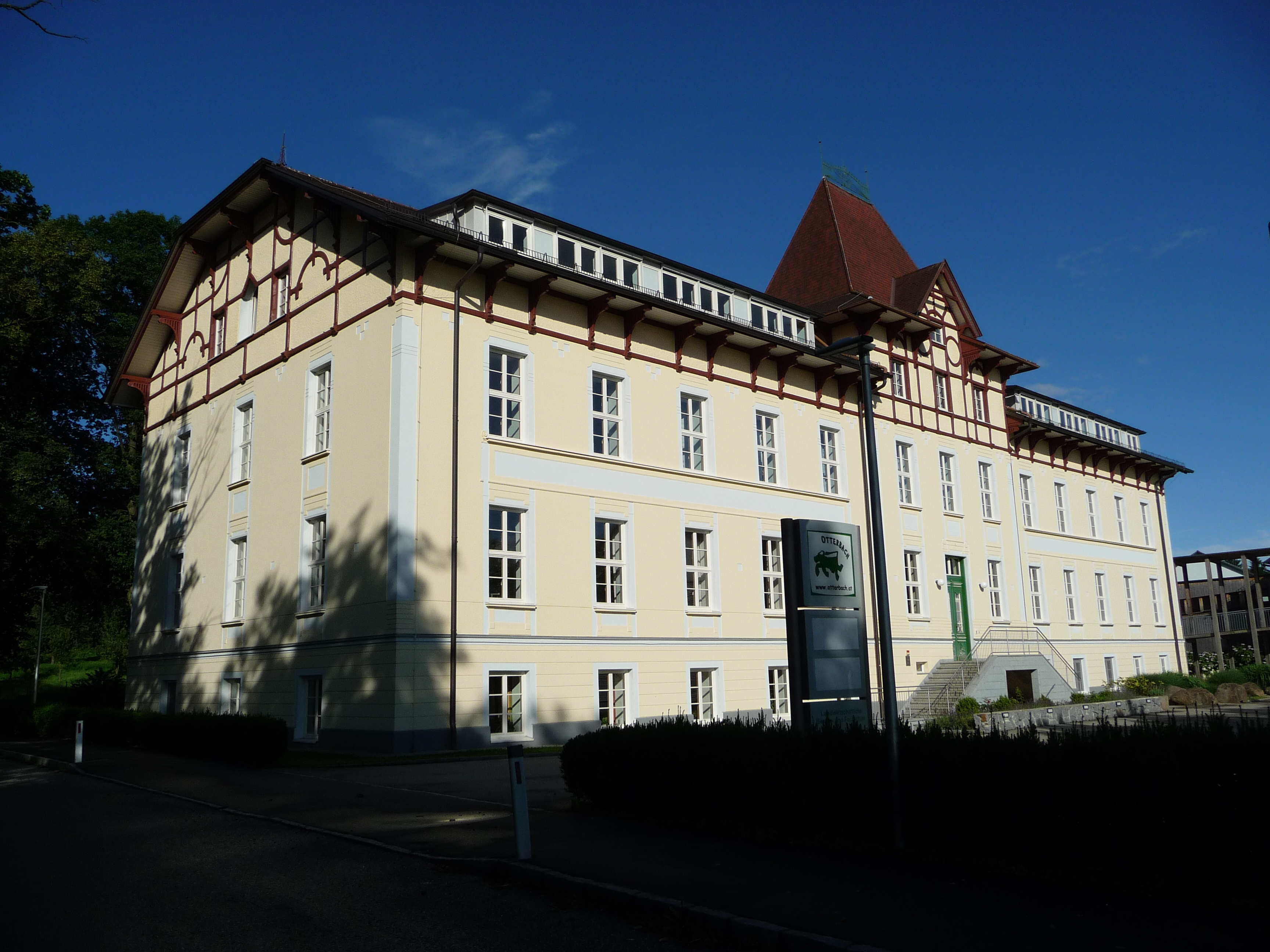
Landwirtschaftliche Fachschule in Otterbach in St. Florian am Inn

Die Landwirtschaftliche Fachschule Otterbach steht in der Ortschaft Otterbach in der Marktgemeinde St. Florian am Inn im Bezirk Schärding in Oberösterreich. Das Schulgebäude steht unter Denkmalschutz.

## Geschichte
In Otterbach wurde ab 1890 auf dem sogenannten Mustergut des Georg Wieninger mit dem landwirtschaftlichen Bezirksverein, deren Obmann Wieninger war, als bäuerliche Volkshochschule eine Art von Volksbildungsstätte mit Vorträgen und Kursen begonnen. Dabei wurde auch in einem Museum Exponate aus der ganzen Welt gezeigt.
Am 14. September 1911 wurde nach einem Festgottesdienst in der Stadtpfarrkirche Schärding und einer anschließenden Fahrt nach Ottersbach die Schule mit den Festgästen feierlich eröffnet. Die Schule wurde mit einer einjährigen Haushaltungsschule für Bauerntöchter und einer zweijährigen Ausbildungsschule für Wanderlehrerinnen, Haushaltungslehrerinnen und für Fachkräfte in Kuranstalten, Sanatorien und Krankenhäuser begonnen. Die Haushaltungsschule diente der Frauenschule als Übungsschule. Beide Schulen hatten 24 Schülerinnen. Die Frauenschule wurde 1921 geschlossen und die Haushaltungsschule für Bauerntöchter wurde in das Schloss Bergheim in Feldkirchen an der Donau verlegt. Eine Haushaltungsschule für Mädchen neben einer Winterschule für Burschen wurde von 1939 bis 1947 geführt und übersiedelte 1947 nach Mauerkirchen.
1920 wurde eine zweijährige landwirtschaftliche Winterschule für Burschen begonnen. 1968 wurde die Schule für Viehhaltung von der Landwirtschaftlichen Berufs- und Fachschule Ritzlhof nach Otterbach verlegt. 1977 wurde das Schulgebäude modernisiert und erhielt einen Zubau mit einem Werkstättentrakt und einem Turnsaal. Ab 1976/1977 wurde die Ausbildung dreijährig, ab 1990/1991 vierjährig geführt. Von 2000 bis 2006 wurde die Schule baulich mit einer Obstverarbeitung und einer Brennerei mit Labor erweitert.

## Leitung
- 1911–1920 Anton Pohl
- 1920–1939 Ernst Hamza
- 1939–1945 Rudolf Schließleder
- 1945–1951 Felix Enkner
- 1951–1962 Rudolf Rauscher
- 1962–1966 Josef Meingassner
- 1966–1977 Johann Stäudlmayr
- 1977–1990 Hubert Veits
- 1990–1996 Norbert Veits
- 1996–2011 Anton Langbauer
- seit 2011 Wolfgang Berschl

## Absolventen
- Leopold Hofinger (1937–2008), Landtagsabgeordneter
- Johann Hingsamer, Landtagsabgeordneter
- Johann Brait, ehemaliger Landtagsabgeordneter
- Rudolf Gurtner, ehemaliger Nationalratsabgeordneter